# Centrochelys vulcanica
La tortuga gigante de Gran Canaria (Centrochelys vulcanica) es una especie extinta de tortuga criptodira de la familia Testudinidae. Era endémica de la isla de Gran Canaria (España).

## Características
Se trata de una de las dos especies descritas de tortugas terrestres gigantes que habitaron las islas Canarias hasta el Pleistoceno superior. La otra especie es Centrochelys burchardi encontrada yacimientos de la isla de Tenerife.
Centrochelys vulcanica fue descrita por López-Jurado y Mateo en 1993, bajo el género Geochelone. Se cree que los ancestros de estas dos especies de tortugas gigantes llegaron a las islas Canarias procedentes del norte de África. La mayoría de los restos de Centrochelys vulcanica corresponden a huevos y nidos parcialmente completos, pertenecientes al Mio-Plioceno. Tenía un caparazón de 61 cm por lo que era ligeramente más pequeña que C. burchardi cuyo caparazón medía aproximadamente entre 65 y 94 cm.
En Lanzarote y Fuerteventura también se han encontrado restos de huevos fosilizados de tortugas gigantes endémicas, si bien no han sido aún convenientemente descritas e identificadas.